# Zbyněk Brynych
Zbyněk Brynych (13. července 1927 Karlovy Vary – 24. srpna 1995 Praha) byl český režisér a scenárista. Často spolupracoval s hudebním skladatalem Jiřím Sternwaldem.

## Život
Po maturitě se dostal do Krátkého filmu Praha jako scenárista, krátce poté jako vedoucí stavby, v Armádním filmu již pracoval jako režisér, aby nakonec zakotvil na Barrandově jako asistent režie (u Weisse, Cikána nebo Hubáčka) a později režisér. Jeho prvním samostatným filmem byla Žižkovská romance z roku 1958. Jeho filmy se vyznačují vizuální a stylistickou čistotou, dobře dramatizoval i uvolňoval filmovou atmosféru.
Od 80. do konce 90. let 20. století točil německé televizní filmy, v roce 1969 natočil adaptaci románu Amerika Franze Kafky (Amerika oder der Verschollene), roku 1971 pak adaptaci Remarqova románu Noc v Lisabonu (Die Nacht von Lissabon).
V roce 1964 obdržel Státní cenu a v roce 1968 byl jmenován zasloužilým umělcem.

## Dílo
- 1958 – Žižkovská romance
- 1959 – Pět z miliónu
- 1960 – Smyk
- 1963 – Transport z ráje
- 1963 – …a pátý jezdec je Strach
- 1966 – Souhvězdí Panny
- 1967 – Já, spravedlnost
- 1969 – Die Schrecklichen (série ZDF "Der Kommissar")
- 1969 – Amerika oder der Verschollene (série ZDF "Der Kommissar")
- 1970 – O Happy Day
- 1970 – Engel, die ihre Flügel verbrennen
- 1970 – Der Papierblumenmörder (série ZDF "Der Kommissar")
- 1970 – Tod einer Zeugin (série ZDF "Der Kommissar")
- 1970 – Parkplatz-Hyänen (série ZDF "Der Kommissar")
- 1970 – Die Weibchen
- 1971 – Die Nacht von Lissabon
- 1972 – Oáza
- 1974 – Jakou barvu má láska
- 1974 – Noc oranžových ohňů
- 1975 – Romance za korunu
- 1978 – Stíhán a podezřelý
- 1984 – Poločas štěstí
- 1985 – Mravenci nesou smrt